# 西印度洋矛尾鱼
西印度洋矛尾魚（学名：Latimeria chalumnae），又稱東非矛尾魚，是腔棘魚目矛尾魚屬的其中一種。原以為腔棘鱼纲已經完全滅絕，但1938年一名南非漁民捕魚時竟發現了活體，後又多次在同一海域成功捕獲，故被稱為“活化石”。目前主要分佈於印度洋西南沿海。矛尾魚一般生活在約400米深的海水中。
2000年，該物種已被世界自然保护联盟評定為極危。

## 命名由来
属名 Latimeria 是首次辨認出此種的科學家瑪羅麗·考特內-拉蒂邁（Marjorie Courtenay-Latimer）的姓，種加詞 chalumnae 指“查朗那河（Chalumna river）的”，首次被拖網漁船拉上岸的地方（河口）。

## 捕食方式
肉食性，以衝刺方式捕食，專吃烏賊和小型魚類。

## 壽命
根據其內耳石年輪估計，壽命為約80歲。

## 外形特征
长度可达2米，重量高达110公斤。矛尾鱼体呈长梭形，躯体粗，头大，口宽，牙齿锐利。颅骨具特殊的颅间关节。在头下下颌间有1对很大的喉板。因而体表粗糙，体后部和鳍基部鳞较小。